# Pace di Toledo
La pace di Toledo o concordia di Toledo fu il "contratto di pace e concordia" firmato a Toledo, in Spagna, il 22 settembre 1436 dai rappresentanti della Corona di Castiglia e della Corona d'Aragona e del Regno di Navarra per suggellare la pace finale della guerra castigliano-aragonese del 1429-1430.
Le ostilità erano terminate nel luglio del 1430 con le Tregue di Majano,  firmate il 16 luglio 1430 fra Castigla e Aragona; il rispetto dei cinque anni di tregua successivi, portarono alla pace di Toledo. Come garanzia del trattato, fu concordato il matrimonio del principe delle Asturie don Enrico con la figlia maggiore del re di Navarra, Bianca di Trastámara.

## Il "contratto di pace e concordia"
Per risolvere i conflitti fra Corona di Castiglia ed i re di Aragona e Navarra, fu cercato, nella ratifica della pace, di stringere i legami di parentela che univano i due rami dei Trastámara. Così, nel primo capitolo del trattato, venne stabilito il matrimonio fra il principe delle Asturie, don Enrico e  l'infanta di Navarra donna Bianca, figlia maggiore di Giovanni di Trastamara. Come dote, venne donata parte dei possedimenti castigliani che erano stati confiscati nella guerra castigliano-aragonese del 1429-1430, in particolare i villaggi di Medina del Campo, Aranda de Duero, Roa, Olmedo e Coca, oltre al marchesato di Villena. Data la giovane età degli sposi, il matrimonio solenne venne celebrato solo quattro anni dopo; fino ad allora, i beni ceduti vennero amministrati da Giovanni di Trastamara, a parte i castelli e le fortezze, che andavano sotto il controllo della Castiglia. Se il matrimonio fosse stato sciolto, non avesse prodotto figli o fosse morta Bianca, la dote sarebbe tornata alla corona castigliana. L'accordo non menzionava i restanti possedimenti castigliani di Giovanni, confiscati nel 1430 e che erano stati distribuiti tra la nobiltà. La stessa cosa avvenne per i beni confiscati agli infanti d'Aragona Enrico e Pietro di Trastámara, e per quanto riguardava il titolo di maestro dell'Ordine di Santiago, appartenuto a Enrico fino al 1430.
Come compenso per i beni che non sarebbero stati restituiti, il re Giovanni II di Castiglia si impegnò a pagare 10 000 fiorini all'anno a Giovanni di Trastamara e 21 500 a suo figlio Carlo de Viana; 15 000 al piccolo Enrico e altri 15 000 a sua moglie; e 5 000 per il giovane Pietro. Fu anche concordato che nessuno di loro poteva entrare in Castiglia senza il permesso del re.
Infine, nel "contratto di pace e concordia", fu stabilito la restituzione delle città di confine occupate da entrambe le parti durante la guerra, e l'impegno che nessuna delle due parti avrebbe concluso leghe o alleanze per danneggiare l'altra. Così il re castigliano dovette restituire al regno di Navarra i villaggi di Laguardia, Asa, Tudilén, Buradón, Gorriti, Tolonio, Toro, Castejón, Arachiel e Sartaguda. Briones fu incorporata alla Castiglia, anche se sotto la signoria personale di Giovanni di Navarra.